# Just Be Free
《Just Be Free》는 미국 가수 크리스티나 아길레라의 데모 앨범으로, 2001년 8월 21일 워록 레코드를 통해 발매되었다. 《The All New Mickey Mouse Club》에서 활동을 마친 후, 당시 15세였던 아길레라는 뉴저지 출신 프로듀서 로버트 알레카와 마이클 브라운과 함께 이 음반을 녹음하기 시작했다. 두 프로듀서는 아길레라에게 녹음실을 사용할 기회를 제공했고, 데모 음악을 제시했다.
음악적으로 이 음반은 댄스 스타일 트랙과 발라드로 구성되어 있으며, 아길레라는 스페인어 곡들도 선보였다. 이 음반은 음반사에 자신의 가창력을 알리기 위한 목적으로 기획되었으나, 평단의 반응이 좋지 않아 결과적으로는 역효과를 낳았다. 음반 작업이 완료된 지 6년 후, 아길레라가 메인스트림에서 성공을 거둔 뒤 브라운과 알레카는 이 음반을 발매했다. 《Just Be Free》는 미국에서 12만 9천 장 이상 판매되었다.

## 곡 목록
| #   | 제목                                                       | 재생 시간 |
| --- | ---------------------------------------------------------- | --------- |
| 1.  | 〈Just Be Free〉                                           | 3:43      |
| 2.  | 〈By Your Side〉                                           | 4:07      |
| 3.  | 〈Move It〉 (Dance Mix)                                    | 3:44      |
| 4.  | 〈Our Day Will Come〉 (writers: Mort Garson, Bob Hilliard) | 4:05      |
| 5.  | 〈Believe Me〉                                             | 4:17      |
| 6.  | 〈Make Me Happy〉 (writers: LaForest Cope, Michael Brown)  | 3:54      |
| 7.  | 〈Dream a Dream〉                                          | 4:51      |
| 8.  | 〈Move It〉                                                | 3:37      |
| 9.  | 〈The Way You Talk to Me〉                                 | 4:05      |
| 10. | 〈Running Out of Time〉                                    | 3:55      |
| 11. | 〈Believe Me〉 (Dance Remix)                               | 4:36      |
| 12. | 〈Just Be Free〉 (Spanish Version)                         | 3:41      |

## 평가
| 전문가 평가          | 전문가 평가 |
| 평가 점수            | 평가 점수   |
| 출처                 | 점수        |
| -------------------- | ----------- |
| AllMusic             | [ 2 ]       |
| Entertainment Weekly | (D)         |
| Jam!                 | [ 4 ]       |

《Just Be Free》는 비평가들로부터 전반적으로 부정적인 평가를 받았다. 올뮤직의 스티븐 토머스 얼와인은 아길레라가 해당 자료의 공개에 불만을 품은 이유를 이해할 수 있었다며, 수록곡들을 "전문적이기 이전의(pre-professional)" 수준이며 "전형적인 1990년대 초 댄스 팝"이라 평했다. 그는 《Just Be Free》가 그녀의 데뷔 앨범 《Christina Aguilera》와 비교해 "평범한(bland)" 프로덕션으로 인해 품질이 미치지 못한다고 언급했다. 《엔터테인먼트 위클리》의 데이비드 브라운은 이 앨범에 D 등급을 매기며, 앨범의 프로덕션을 지적하고 〈Why Don't You Stay with Me〉 같은 가사를 들어 "10대 섹스 어필(teen-jailbait)" 같은 내용이라 평가했다.
한편 《A Star Is Made》의 저자 피어 도밍게스는 이 음반이 "크리스티나의 거친 보컬 기량(raw vocal agility)"을 드러냈다고 평하면서도 내용 자체는 "지루하다"고 덧붙였다. 그는 "크리스티나가 성공에 대한 열망을 이 노래들에서 느낄 수 있다. 감정을 억누르지 않고 마음껏 내지르며 부르려 애쓴다"고 말하며, 만약 그녀가 곡들을 공동 작곡한 것이 사실이라면 "그녀의 작사 능력도 증명되었다고 볼 수 있다. 왜냐하면 이 앨범의 가사는 독창적이지 않고 심지어 유치하다고 할 수도 있지만, 적어도 중독성은 있었기 때문"이라고 평했다. 마찬가지로 Jam!의 스테파니 맥그래스 역시 아길레라가 이 앨범의 공개를 원하지 않았던 이유를 이해할 수 있었다고 말했다. 그녀는 아길레라의 보컬 잠재력을 인정하면서도 "곡들 자체는 형편없고, 오래된 클럽 트랙에 나쁜 효과음과 진부한 비트가 겹쳐 있다"고 평가했다.